# ماريو مايستوروفيتش
ماريو مايستوروفيتش (بالألمانية: Mario Majstorović)‏ هو لاعب كرة قدم نمساوي في مركز الدفاع، ولد في 1 مارس 1977 في Korneuburg ‏ في النمسا. لعب مع أوستريا فيينا وغراتزر أي كاي ونادي فينر.